# Alpha Dog Games
ZeniMax Halifax Ltd. (Nome fantasia: Alpha Dog Games) foi uma desenvolvedora de jogos eletrônicos canadense para dispositivos móveis com sede em Halifax, Nova Escócia. A empresa foi adquirida pela ZeniMax Media em outubro de 2019.
A ZeniMax Media foi adquirida pela Microsoft em março de 2021 e se tornou parte do Xbox Game Studios. Como resultado, a Alpha Dog Games era propriedade da Microsoft desde 2021 e era uma extensão indireta de jogos para dispositivos móveis da marca Xbox. O estúdio foi fechado em maio de 2024 e Mighty Doom será encerrado em 7 de agosto.

## Jogos desenvolvidos
| Ano  | Título               | Plataforma(s) |
| ---- | -------------------- | ------------- |
| 2012 | Wraithborne          | iOS, Android  |
| 2019 | MonstroCity: Rampage | iOS, Android  |
| 2019 | Ninja Golf           | iOS, Android  |
| 2023 | Mighty DOOM          | iOS, Android  |

## Ligações Externas
- Site oficial da Alpha Dog Games no Wayback Machine (arquivado em 2024-12-14)